# Epirhyssa uelensis
Epirhyssa uelensis är en stekelart som beskrevs av Pierre L. G. Benoit 1951. Epirhyssa uelensis ingår i släktet Epirhyssa och familjen brokparasitsteklar. Inga underarter finns listade i Catalogue of Life.